# György Bárdy
György Bárdy (ur. 26 maja 1921 w Budapeszcie, zm. 27 maja 2013 tamże) – węgierski aktor filmowy i telewizyjny.

## Filmografia
seriale
- 1970: A 0416-os szokeveny
- 1984: T.I.R
- 1994: Patika
- 2002: Tea jako ksiądz

film
- 1947: Gdzieś w Europie jako komisarz policji
- 1953: Pomysłowy sprzedawca
- 1968: Gwiazdy Egeru jako Jumurdzsak
- 1997: Bilet powrotny jako Bozsó
- 2004: Hóeses a Vizivarosban jako profesor